# Clitarchus hookeri
Clitarchus hookeri är en insektsart som först beskrevs av White, A. 1846.  Clitarchus hookeri ingår i släktet Clitarchus och familjen Phasmatidae. Inga underarter finns listade i Catalogue of Life.